# Bactrites
Bactrites is een geslacht van uitgestorven cephalopode weekdieren, dat leefde van het Ordovicium tot het Perm.

## Beschrijving
Deze koppotige had een in doorsnede afgeronde, rechte en slanke schelp met een ventraal gelegen sipho. De suturen (naden tussen verschillende windingen) waren zeer eenvoudig en hadden een kleine ventrale lob. De lengte van de schelp bedroeg circa 3,75 centimeter.